# Кущапино
Кущапино — деревня, административный центр Кущапинского сельского поселения в Кадомском районе Рязанской области России.

## География
Hаходится в 2 км от реки Мокши.
В деревне насчитывается 5 улиц: Центральная, Вышвырная, Базарная, Школьная и Молодёжная.

## Население
| 1983 | 2010 |
| ---- | ---- |
| 130  | ↗203 |

## Инфраструктура
В деревне располагается администрация поселения.
Есть Кущапинский сельский дом культуры, почтовое отделение, общеобразовательная школа, в 1 км от деревни у села Игнатьево находится кладбище.

## Транспорт
От деревни отходят дороги до деревень Акбердеево и Верки.
Находится в 8 км от районного центра Кадома по автодороге местного назначения Кадом-Заулки с отклонением на запад.